# Orinomana bituberculata
Orinomana bituberculata är en spindelart som först beskrevs av Eugen von Keyserling 1881.  Orinomana bituberculata ingår i släktet Orinomana och familjen krusnätsspindlar. Inga underarter finns listade i Catalogue of Life.